# Aphytis stepanovi
Aphytis stepanovi är en stekelart som beskrevs av Yasnosh 1995. Aphytis stepanovi ingår i släktet Aphytis och familjen växtlussteklar. Inga underarter finns listade i Catalogue of Life.